# Семихучі
Семихучі (Семіхоче, пол. Siemichocze) — село в Польщі, у гміні Нурець-Станція Сім'ятицького повіту Підляського воєводства. Населення — 201 особа (2011).

## Історія
Вперше згадується в XVIII столітті.
У 1975—1998 роках село належало до Білостоцького воєводства.

## Демографія
Демографічна структура станом на 31 березня 2011 року:
|          | Загалом | Допрацездатний вік | Працездатний вік | Постпрацездатний вік |
| -------- | ------- | ------------------ | ---------------- | -------------------- |
| Чоловіки | 91      | 20                 | 59               | 12                   |
| Жінки    | 110     | 23                 | 47               | 40                   |
| Разом    | 201     | 43                 | 106              | 52                   |